# Боэмунд VI (князь Антиохии)
Боэмунд VI (Боэмунд Красивый; фр. Bohemond de Poitiers, Bohemond le Beau; ок. 1237 — 1275) — князь Антиохии (1251—1275), граф Триполи (1251—1275).

## Биография

Государства крестоносцев в 1260 г. (во время нашествия монголов)

Сын князя Боэмунда V Антиохийского и Люсьены ди Каччамо-Сеньи. Брат королевы Кипра и регента Иерусалимского королевства Плезанции Антиохийской. В 1252 года после смерти Боэмунда V стал правящим князем Антиохии и графом Триполи.
Боэмунд был дипломатически тесно связан с французским королём Людовиком IX, который после Седьмого крестового похода пребывал в Акко и фактически правил Иерусалимским королевством. В 1254 г. при посредничестве Людовика женился на армянской принцессе Сибилле, дочери армянского царя Хетума I, окончив тем самым усобицы между Антиохией и Киликийским царством, начавшиеся ещё при его деде Боэмунде IV. В 1258 г. был провозглашён временным сеньором Иерусалимского королевства в качестве регента при несовершеннолетнем племяннике, короле Гуго II Кипрском. Был признан не всеми сеньорами и общинами Палестины. Правил Иерусалимским королевством в 1258—1261 гг. В 1261 г. после смерти Плезанции Антиохийской был вынужден сложить полномочия регента-сеньора.
В 1260 году Бейбарс I разгромил монголов в Битве при Айн-Джалуте, после чего стал угрожать Антиохии, которая поддерживала монголов как вассал Армении. В 1268 г. Бейбарс захватил и разрушил Антиохию, пока Боэмунд пребывал в Триполи. После 1268 г. Боэмунд носил титул князя Антиохии лишь формально, фактически он оставался графом Триполи.

## Семья
жена: Сибилла Армянская
дети:
- Изабелла (? — ?)
- Боэмунд VII (1261—1287)

ж. — Маргарита де Бриенн
- Люсия (? — ок. 1299)

м. — Наржо де Туси
- Мария (? — до 1280)

м. — Николя II де Сент-Омер